# John Devereaux
John Devereaux (* 17. Januar 1962 in Brooklyn) ist ein ehemaliger US-amerikanischer Basketballspieler.

## Laufbahn
Devereaux studierte und spielte von 1980 bis 1984 an der Ohio University. Der 2,05 Meter messende Innenspieler erzielte in der Saison 1983/84 mit 18,7 Punkten sowie 10,3 Rebounds und 2,6 geblockten Würfen je Begegnung herausragende Werte und wurde daraufhin beim Draftverfahren der NBA im Jahr 1984 von den San Antonio Spurs ausgesucht. Die Texaner ließen Devereaux in der vierten Auswahlrunde an 78. Stelle aufrufen. Unter Vertrag genommen wurde Devereaux von San Antonio dennoch nicht.
Er wechselte nach Italien, war dort zunächst Mitglied von Pallacanestro Varese (1984/85), dann 1985/86 von Filanto Desio. Mit Varese stand er im März 1985 im Endspiel des europäischen Vereinswettbewerbs Korać-Cup, unterlag in der Partie aber Olimpia Mailand. Im Sommer 1986 verstärkte er die Mannschaft Jersey Jammers in der United States Basketball League (USBL), in der Saison 1986/87 stand er in Spanien beim Zweitligisten Caja de Ronda Málaga unter Vertrag. Devereaux zog anschließend in die deutsche Basketball-Bundesliga weiter, dort gehörte er 1987/88 der von Jim Kelly betreuten Mannschaft von Bayer Leverkusen an. Er erzielte in 30 Bundesliga-Spielen im Schnitt 19,3 Punkte.
Devereaux ging nach Spanien zurück, spielte 1988/89 für den Erstligisten Fórum Filatélico Valladolid und erzielte für die Mannschaft in 40 Ligaeinsätzen im Schnitt 22,2 Punkte sowie 8,4 Rebounds. Auch während seiner zwei Jahre beim französischen Erstligisten Cholet Basket (1989 bis 1991) überzeugte der US-Amerikaner mit guten statistischen Werten: 1989/90 waren es in 34 Ligaspielen im Schnitt 20,7 Punkte sowie 9,2 Rebounds, 1990/91 in 15 Einsätzen 18,9 Punkte sowie 8,1 Rebounds.
Im Spieljahr 1991/92 stand Devereaux kurzzeitig bei Rex Udinese in Italien unter Vertrag, zudem bestritt er in dieser Saison neun Spiele für die Mannschaft Columbus Horizon in der US-Liga CBA. Devereaux spielte 1992/93 erst bei Hasselt in Belgien, dann bei ASA Sceaux in Frankreichs zweithöchster Liga.
Zwischen 1993 und 1998 spielte er für drei unterschiedliche Vereine in Argentinien.